# Premyer Liqası
Premyer Liqası ist der Name der höchsten Fußballliga in Aserbaidschan. Sie wurde 1992, nach dem Zusammenbruch der Sowjetunion, gegründet.
Die Anzahl der teilnehmenden Mannschaften hat sich dabei oft verändert. Der Liga gehören in der Saison 2022/23 zehn Mannschaften an, die den Meistertitel ausspielen. Jedes Team spielt viermal gegen jedes andere Team, zweimal zu Hause, zweimal auswärts.
Die Liga wird vom AFFA, dem aserbaidschanischen Fußballverband, ausgerichtet. Rekordmeister ist mit zwölf Titeln FK Qarabağ Ağdam vor Neftçi Baku PFK (9).

## Modus
Der Tabellenerste am Ende der Saison ist Landesmeister und startet in der Qualifikation zur Champions League. Der Tabellenzweite und der Tabellendritte erreichen die erste Qualifikationsrunde zur Conference League. Der aserbaidschanische Pokalsieger nimmt an der 1. Qualifikationsrunde zur UEFA Europa League teil. Hat sich dieser bereits über die Liga für einen anderen europäischen Wettbewerb qualifiziert, fällt dieser Platz an den Vierten der Liga.

## Meister
- 1992: Neftçi Baku PFK
- 1993: FK Qarabağ Ağdam
- 1993/94: PFK Turan Tovuz
- 1994/95: FK Kəpəz
- 1995/96: Neftçi Baku PFK
- 1996/97: Neftçi Baku PFK
- 1997/98: FK Kəpəz
- 1998/99: FK Kəpəz
- 1999/2000: FK Şəmkir
- 2000/01: FK Şəmkir
- 2001/02: FK Şəmkir (inoffiziell)
- 2002/03: keine Meisterschaft
- 2003/04: Neftçi Baku PFK
- 2004/05: Neftçi Baku PFK
- 2005/06: FK Baku
- 2006/07: FK Xəzər Lənkəran
- 2007/08: İnter Baku
- 2008/09: FK Baku
- 2009/10: İnter Baku
- 2010/11: Neftçi Baku PFK
- 2011/12: Neftçi Baku PFK
- 2012/13: Neftçi Baku PFK
- 2013/14: FK Qarabağ Ağdam
- 2014/15: FK Qarabağ Ağdam
- 2015/16: FK Qarabağ Ağdam
- 2016/17: FK Qarabağ Ağdam
- 2017/18: FK Qarabağ Ağdam
- 2018/19: FK Qarabağ Ağdam
- 2019/20: FK Qarabağ Ağdam
- 2020/21: Neftçi Baku PFK
- 2021/22: FK Qarabağ Ağdam
- 2022/23: FK Qarabağ Ağdam
- 2023/24: FK Qarabağ Ağdam
- 2024/25: FK Qarabağ Ağdam

## Teilnehmer und Stadien
| Mannschaft        | Stadt    | Stadion                  | Kapazität | Vorjahr    |
| ----------------- | -------- | ------------------------ | --------- | ---------- |
| Qarabağ Ağdam     | Baku     | Azərsun-Arena            | 05.800    | 1.         |
| Zirə FK           | Baku     | Zirə Olimpia Komplex     | 01.300    | 2.         |
| Sabah FK          | Baku     | Bank Respublika Arena    | 13.000    | 3.         |
| Sumqayıt PFK      | Sumqayıt | Mehdi-Hüseynzadə-Stadion | 16.000    | 4.         |
| Neftçi Baku       | Baku     | Tofiq-Bəhramov-Stadion   | 29.858    | 5.         |
| PFK Turan Tovuz   | Tovuz    | Tovuz City Stadion       | 10.000    | 6.         |
| Səbail FK         | Baku     | Bayil Arena              | 05.000    | 7.         |
| Araz-Naxçıvan PFK | Naxçıvan | Naxçıvan şəhər stadionu  | 12.800    | 8.         |
| PFK Kəpəz         | Gəncə    | Gəncə-Stadtstadion       | 26.120    | 9.         |
| Şamaxı FK         | Şamaxı   | Qəbələ şəhər stadionu    | 05.000    | Aufsteiger |

## UEFA-Fünfjahreswertung
Platzierung in der UEFA-Fünfjahreswertung:
(in Klammern die Vorjahresplatzierung). Die Kürzel CL, EL und CO hinter den Länderkoeffizienten geben die Anzahl der Vertreter in der Saison 2026/27 der Champions League, der Europa League sowie der Conference League an.
- 28.  (30)  Slowenien (Liga, Pokal) – Koeffizient: 30.343 – CL: 1, EL: 1, CO: 2
- 29.  (27)  Bulgarien (Liga, Pokal) – Koeffizient: 19.875 – CL: 1, EL: 1, CO: 2
- 30.  (28)  Aserbaidschan (Liga, Pokal) – Koeffizient: 19.625 – CL: 1, EL: 1, CO: 2
- 31.  (35)  Irland (Liga, Pokal) – Koeffizient: 14.968 – CL: 1, EL: 1, CO: 2
- 32.  (31)  Moldau (Liga, Pokal) – Koeffizient: 14.500 – CL: 1, EL: 1, CO: 2

Stand: Ende der Europapokalsaison 2024/25